# Pristimantis aaptus
Espèce
Synonymes
- Eleutherodactylus aaptus Lynch & Lescure, 1980

Statut de conservation UICN

 LC  : Préoccupation mineure
Pristimantis aaptus est une espèce d'amphibiens de la famille des Craugastoridae.

## Répartition
Cette espèce se rencontre jusqu'à 200 m d'altitude dans le haut bassin amazonien :
- au Pérou dans la région de Loreto ;
- en Colombie dans le département d'Amazonas.

Sa présence est incertaine au Brésil dans l'extrême Ouest de l'État d'Amazonas.

## Publication originale
- Lynch & Lescure, 1980 : A collection of eleutherodactyline frogs from northeastern Amazonian Peru with the description of two new species (Amphibia, Salientia, Leptodactylidae). Bulletin du Muséum National d'Histoire Naturelle Paris, Section A, Zoologie, Biologie et Écologie Animales, vol. 2, no 1, p. 303-316.